# Livellazione geometrica
La livellazione geometrica è un insieme di procedure operative attraverso le quali si misura il dislivello tra due punti, cioè la differenza di quota tra coppie di punti sulla superficie terrestre.

## Metodi di livellazione
La quota di un punto si definisce come il segmento di linea di forza del campo gravitazionale passante per il punto e compreso tra esso e il geoide o, più semplicemente, la distanza tra il punto e il geoide secondo la verticale. La livellazione geometrica si differenzia dalla livellazione trigonometrica perché le misure effettuate sono indipendenti dalla distanza. La livellazione geometrica si esegue utilizzando il livello. Per poter determinare la quota assoluta di un punto, di cui si conosce solo il dislivello rispetto ad un altro punto, occorre collegarlo ad un caposaldo di livellazione, cioè quel punto di cui si conosce la quota assoluta riferita al geoide.

## Livellazione geometrica in senso stretto
La differenza di quota (o dislivello) fra due punti sulla superficie terrestre è data da:
{\displaystyle A-A_{0}}  = {\displaystyle A_{dislivello}}
dove {\displaystyle A_{0}} e {\displaystyle A} sono le altitudini dei due punti.
Per misurarla si fa uso di un livello oppure di un teodolite a seconda della distanza fra i punti e l'accuratezza richiesta dai lavori topografici. Il dislivello è anche ricavabile da misure effettuate con altimetri o apparecchi basati sulla tecnologia GPS, a patto evidentemente di potersi recare nei due punti tra i quali deve essere determinato il dislivello.

## Livellazione tacheometrica
La livellazione tacheometrica è compiuta con l'uso di un tacheometro o comunque con uno strumento topografico in grado di misurare angoli verticali e di una mira distanti non oltre 400 metri. Con tale condizione la superficie di riferimento può approssimarsi a un piano: si possono altresì ignorare gli effetti di rifrazione atmosferici. A una latitudine terrestre media di 45° l'angolo compreso fra le verticali passanti nello strumento e nella mira, per effetto della curvatura terrestre, misura circa 13"  e di ciò si dovrà tenere conto nella stima del massimo errore temibile nel dislivello.

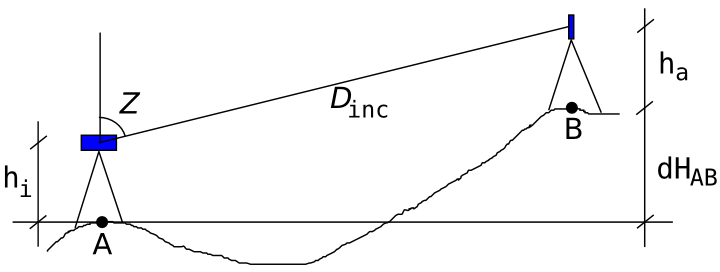
Esempio di calcolo trigonometrico di un dislivello.

Si tratta di un metodo di misura indiretto, grazie al quale il dislivello ({\displaystyle \Delta H_{AB}}) è ottenuto rilevando angoli e distanze:
{\displaystyle \Delta H_{AB}=D_{inc}~cosZ+h_{i}-h_{a}\,}
Essendo {\displaystyle D_{inc}} la lunghezza del segmento che collega i due punti di rilevazione, {\displaystyle Z} l'angolo zenitale, {\displaystyle h_{i}} l'altezza del primo strumento rispetto al terreno e {\displaystyle h_{a}} quella del secondo.

## Classificazione
Le livellazioni geometriche possono essere ordinarie o di precisione; inoltre se la misura del dislivello è effettuata attraverso il posizionamento su un solo punto si dicono semplici, quando invece si deve determinare il dislivello tra due punti molto distanti tra loro ed è necessario effettuare il posizionamento su più punti, tramite l'uso di piastre, si dicono composte.
Le livellazioni geometriche semplici sono classificate in:
- dal mezzo, in cui si pone una stadia graduata su ciascuno dei due punti e il livello in un punto intermedio equidistante;
- da un estremo;
- in prossimità di un estremo.

Le livellazioni geometriche di precisione si basano su particolari accorgimenti (distanze di battuta minori, strumenti tenuti all'ombra, esecuzione delle misure evitando le ore intorno a mezzogiorno) e strumenti che permettono di ottenere precisioni molto elevate.